# Гончаров, Руслан Николаевич
Русла́н Никола́евич Гончаро́в (укр. Гончаров Руслан Миколайович; род. 20 января 1973 года в Одессе, Украина) — украинский фигурист выступавший в  танцах на льду в паре с Еленой Грушиной. С ней они — бронзовые призёры зимней Олимпиады в Турине, бронзовые призёры чемпионата мира 2005 года, многократные призёры чемпионатов Европы, чемпионы зимней Универсиады.

## Карьера

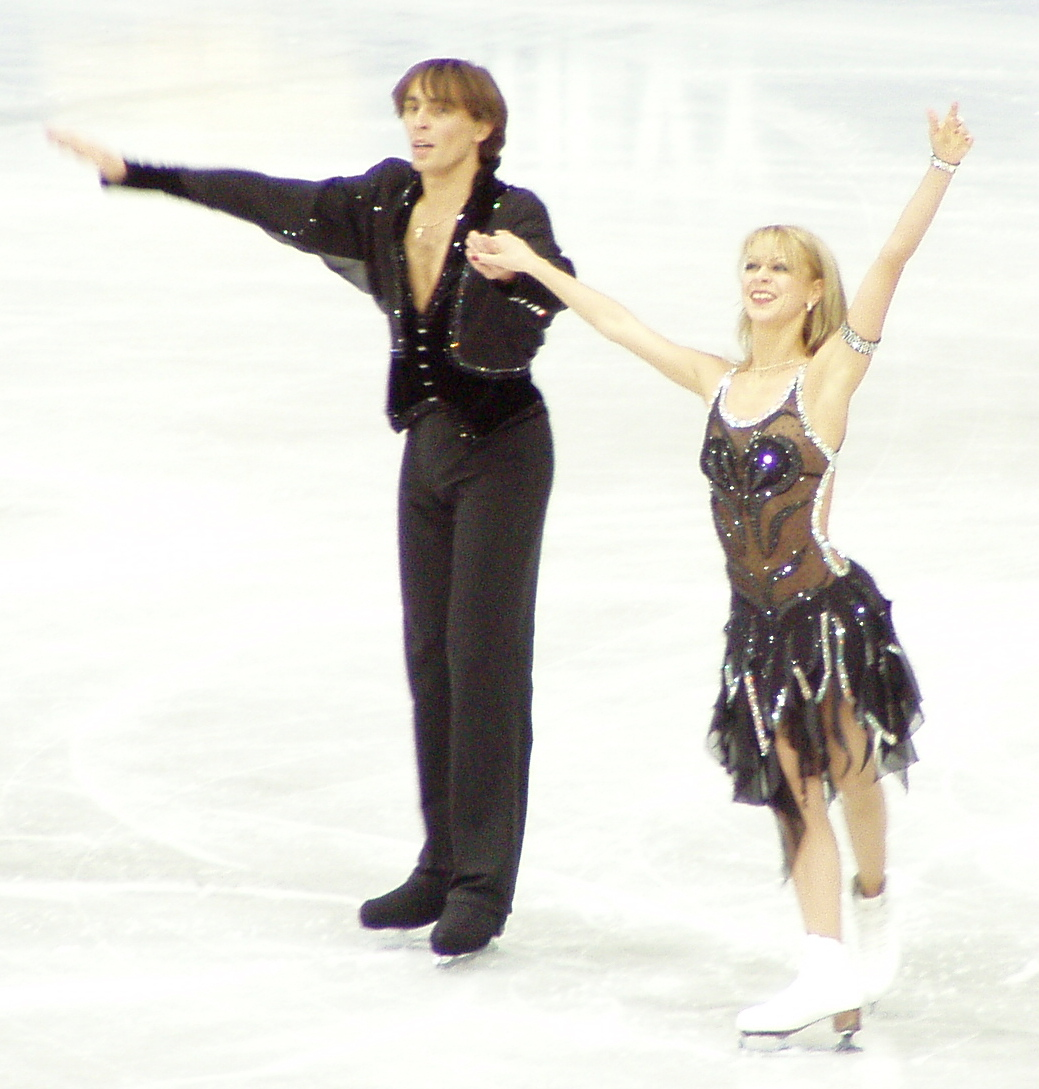
Елена Грушина и Руслан Гончаров на чемпионате мира 2004 года.

Вместе они начали кататься в 1989 году. На международной спортивной арене пара появилась впервые в Канаде на юниорском чемпионате мира в конце ноября 1991 года, выступая ещё за СССР, им немного не хватило удачи что бы подняться на пьедестал.
За спортивную карьеру работали с Марией и Александром Тумановскими, Натальей Линичук и Геннадием Карпоносовым, с Татьяной Тарасовой, последний тренер — Николай Морозов. В 2006 году стали бронзовыми призёрами зимней Олимпиады в Турине. Национальный олимпийский комитет Украины выбрал Грушину и Гончарова лучшими спортсменами 2006 года.

## После спорта
После Олимпиады пара покинула любительский спорт. В 1995 году Елена и Руслан поженились. Жили они в США в штате Коннектикут. Пара была востребована в различных ледовых шоу и турах в США, Европе, России и на Украине.
В 2006 году Руслан принял участие в телешоу российского канала РТР «Танцы на льду» где выступал в паре с гимнасткой Ириной Чащиной, в 2007 году в телешоу «Танцы на льду. Бархатный сезон» с актрисой Амалией Мордвиновой, а в 2008 году в шоу «Звёздный лёд» партнершей Руслана стала Яна Рудковская. В том же году они с Еленой Грушиной развелись. 2010 году  Руслан принимает участие в телешоу Первого канала «Лёд и Пламя» в паре с казахстанской актрисой  Линдой Нигматулиной, где пара выступает за Казахстан.
В профессиональных шоу выступает с бывшей российской фигуристкой — Анастасией Горшковой (выступала в танцах на льду с Ильёй Ткаченко и была с ним бронзовым призёром чемпионата мира среди юниоров в 2005 году).
В 2009 году возглавил Академию фигурного катания в Броварах (Киевская область).

## Награды и Звания
- 16 марта 2006 года, за достижение высоких спортивных результатов, Указом Президента Украины, Руслан Гончаров награждён орденом «За заслуги» III степени[3].

## Спортивные достижения
(с Е.Грушиной)
| Соревнования/Сезон      | 93—94 | 94—95 | 95—96 | 96—97 | 97—98 | 98—99 | 99—00 | 00—01 | 01—02 | 02—03 | 03—04 | 04—05 | 05—06 |
| ----------------------- | ----- | ----- | ----- | ----- | ----- | ----- | ----- | ----- | ----- | ----- | ----- | ----- | ----- |
| Зимние Олимпийские игры |       |       |       |       | 15    |       |       |       | 9     |       |       |       | 3     |
| Чемпионаты мира         | 18    | 22    | 16    |       | 13    | 8     | 7     | 8     | 6     | 5     | 4     | 3     |       |
| Чемпионаты Европы       |       | 14    | 13    | 13    |       | 7     | 8     | 7     | 8     | 4     | 3     | 2     | 2     |
| Чемпионаты Украины      | 3     | 2     | 3     | 2     | 2     | 1     |       |       | 1     |       | 1     | 1     | 1     |
| Финалы Гран-при         |       |       |       |       |       |       |       |       |       | 4     | 4     |       | 2     |
| Skate America           |       |       | 8     |       |       |       |       |       |       | 1     | 2     |       |       |
| Skate Canada            |       |       |       |       |       | 4     | 2     | 4     |       | 1     |       |       | 2     |
| Cup of China            |       |       |       |       |       |       |       |       |       |       | 2     |       |       |
| Trophée Eric Bompard    |       |       |       |       | 5     |       |       |       |       | 1     |       |       | 1     |
| Cup of Russia           |       |       |       | 9     |       |       |       |       | 3     |       |       | 2     |       |
| NHK Trophy              |       |       |       |       |       |       | 4     | 4     | 5     |       | 2     |       |       |
| Bofrost Cup on Ice      |       |       |       | 10    |       | 4     |       |       |       |       |       |       |       |
| Skate Israel            |       |       | 2     | 4     |       |       |       |       |       |       |       |       |       |
| Зимние Универсиады      |       |       |       |       |       |       |       | 1     |       |       |       |       |       |
| Nebelhorn Trophy        |       | 2     |       |       |       |       |       |       |       |       |       |       |       |